# Kastráki (ort i Grekland, Thessalien)
Kastráki (Kastraki) är en ort i Grekland.   Den ligger i prefekturen Trikala och regionen Thessalien, i den centrala delen av landet, 260 km nordväst om huvudstaden Aten. Kastráki ligger 429 meter över havet och antalet invånare är 1 172.
Terrängen runt Kastráki är varierad. Runt Kastráki är det ganska glesbefolkat, med 42 invånare per kvadratkilometer. Närmaste större samhälle är Kalampáka, 1,6 km sydost om Kastráki. Trakten runt Kastráki består till största delen av jordbruksmark.